# Kenken

Exemple de KenKen.

Kenken (japonès 賢 Ken, Kashiko), també denominat Kenko o KenDoku (versions no autoritzades es denominen de vegades Mathdoku o Calcudoku) és un trencaclosques creat per Tetsuya Miyamoto amb l'objectiu d'exercitar la ment.
Les regles són no repetir cap número en files o columnes i les regions marcades de formes diverses han d'estar ocupades per números que formin la xifra exacta mitjançant les operacions indicades: suma, resta, multiplicació o divisió. Si no s'indica el contrari, generalment els dígits poden repetir-se dins d'una regió, sempre que no es trobin en la mateixa fila o columna.
Kenken és una variant del Sudoku; la diferència és que en el Sudoku els dígits no tenen un ordre lògic i poden ser intercanviats per dibuixos o lletres, mentre que en aquest cas sí que es fa ús del valor assignat a cada cel·la.

## Variants
Inshi no heya és una variant del Kenken creada per Nikoli, on totes les operacions són multiplicacions. També hi ha versions on el símbol de l'operació correcta no està descrit a algunes de les regions, i s'ha de determinar. Alguns autors també poden incloure operacions més complexes, incloent l'exponenciació, el mòdul i operacions binàries. Finalment també hi ha variants amb un rang de valors més ampli, incloent el zero o valors negatius.